# Citrus floridana
Citrus floridana är en vinruteväxtart som först beskrevs av J. Ingram & H. E. Moore, och fick sitt nu gällande namn av Mabberley. Citrus floridana ingår i släktet citrusar, och familjen vinruteväxter. Inga underarter finns listade i Catalogue of Life.